# Chemical Society
La Chemical Society è stata costituita nel 1841 (allora denominata Società Chimica di Londra) a seguito di un maggiore interesse in questioni scientifiche.
Uno dei suoi obiettivi era di tenere riunioni per "la comunicazione e la discussione di scoperte e osservazioni, un conto di che dovrebbe essere pubblicato dalla Società". Nel 1847, la sua importanza è stata riconosciuta da un Regio decreto-legge, che aggiunse al suo ruolo nel progresso della scienza, lo sviluppo di applicazioni chimiche nell'industria. I suoi membri includevano eminenti chimici d'oltreoceano tra cui August Wilhelm von Hofmann, che divenne presidente nel 1861. L'adesione era aperta a chiunque fosse interessato in chimica.
La Società Chimica di Londra è riuscita dove un certo numero di associazioni chimiche precedenti - filiale di Londra della società chimica del Lunar Society del 1780, il chimico Club Animal del 1805, il London Chemical Society del 1824 - fallirono. Una affermazione di una causa del successo della Società Chimica di Londra è che è stata, a differenza dei suoi predecessori, un "amalgama fruttuoso della chimica tecnologia e accademica".
Le sue attività si ampliarono nel corso degli anni, diventò perfino un grande editore nel campo della chimica. Nel 1980, si fuse con il Royal Institute of Chemistry, della Faraday Society e la Society for Analytical Chemistry per diventare la Royal Society of Chemistry.